# Relaciones interculturales

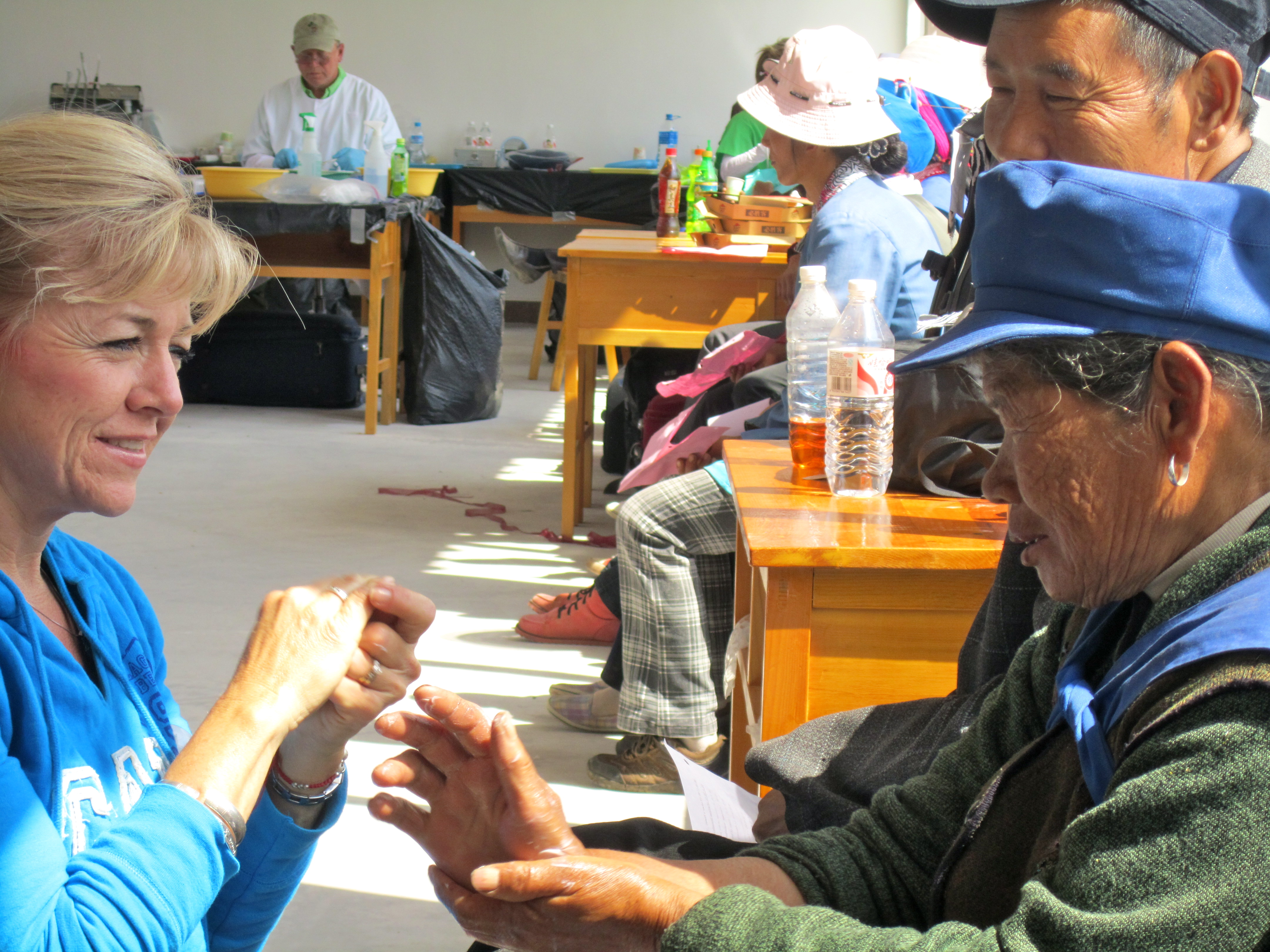
Una interacción intercultural en la provincia de Yunnan, China

 Las relaciones interculturales o estudios interculturales es un campo formal relativamente nuevo de estudios de ciencias sociales. Es una disciplina práctica de múltiples campos diseñada para capacitar a sus estudiantes para que comprendan, se comuniquen y logren metas específicas fuera de sus propias culturas.  Las Relaciones Interculturales implican, a nivel fundamental, aprender a verse a uno mismo y al mundo a través de los ojos del otro. Su objetivo es preparar a los estudiantes para la interacción con culturas similares a la suya (por ejemplo, un grupo socioeconómico separado en el propio país) o muy diferentes de la suya (por ejemplo, un empresario estadounidense en una pequeña sociedad tribal amazónica). Algunos aspectos de las relaciones interculturales también incluyen su poder e identidad cultural con la forma en que se debe mantener la relación con otros países extranjeros.

## Naturaleza
El estudio de las relaciones interculturales incorpora muchas disciplinas académicas diferentes. Como campo, está más estrechamente relacionado con la antropología y la sociología, aunque un programa de grado en Relaciones Interculturales o Estudios Interculturales también puede incluir el estudio de historia, investigación, estudios urbanos, salud pública, ciencias naturales,  desarrollo humano, ciencias políticas , psicología, religión, misionología y lingüística u otra formación lingüística.  A menudo, los programas interculturales están diseñados para traducir estas disciplinas académicas en un plan de estudios de formación práctica. Los programas de  Graduate también prepararán a los estudiantes para la investigación académica y la publicación. Especialmente en el mundo global y multicultural de hoy, sí, los estudiantes de Relaciones interculturales pueden utilizar su formación en muchos campos, tanto a nivel internacional como nacional, y a menudo seguir carreras en trabajo social, derecho, desarrollo comunitario, trabajo religioso y desarrollo urbano. Las relaciones interculturales ofrecen la oportunidad de orientarlo a experimentar y aprender sobre las diversas relaciones dentro de nuestro mundo.

## Historia
Los orígenes del uso práctico de las relaciones interculturales en múltiples campos se remontan a los misioneros cristianos que buscan relacionar el evangelio cristiano con otras culturas de manera efectiva, ética y culturalmente sensible. Muchos programas de Estudios Interculturales se ofrecen en instituciones religiosas como entrenamiento para misioneros y trabajadores de desarrollo internacional motivados por la religión, y por lo tanto, a menudo incluyen algún entrenamiento en teología y evangelismo.  Sin embargo, en un mundo cada vez más globalizado, la disciplina más amplia atrae a personas de muchos orígenes con diferentes objetivos profesionales.  Se ofrecen títulos de licenciatura, maestría y doctorado en la disciplina.

## Temas
Algunos de los principales temas de estudio son:
- Antropología y Sociología
- Teoría de la cultura
- Desarrollo de Competencia intercultural
- Analizar patrones culturales en todo el mundo.
- Religiones del mundo
- Estudios de género
- Estrategias de adaptación
- Comunicación intercultural
- Enseñar Habilidades sociales para reducir los malentendidos culturales
- Metodología de investigación para producir trabajos académicos y aumentar el acceso a una cultura.
- Lingüística
- Relaciones interculturales
- Relaciones interétnicas
- Relaciones interraciales
- Relaciones interreligiosas